# Водњан
Водњан (итал. Dignano) је град у Хрватској у Истарској жупанији. Према попису из 2001. Водњан је имао 5.651 становника.

## Географија
Водњан се налази 10 km северно од Пуле, у Истри. Лоциран је на главном путу Бује–Пула (М2, Е751) и на регионалном путу Водњан–Фажана и жељезничкој прузи Дивача–Пула.
Од обале у Фажани удаљен је 6 km.
Центар је аграрног краја у којем се гаји: винова лоза, маслине, жито, поврће и дуван.

## Историја
Традиција каже да је данашњи Водњан настао од седам вила и сеоске куће које су припадали Пули. Насеље је познато је још у римско доба као Praedium Athenianum, а касније као Vicus Attinianum или Adinianum. Древни Attinianum се простирао у границама данашњег трга у граду. Иако је по функцији био сеоско насеље, због своје карактеристичне архитектуре има изглед медитеранског типа, с уским кривудавим улицама и спољашњим венцем кућа, које су раније имале функцију одбрамбеног зида. Сачувано је неколико готичких, реннесанских и барокних зграда из 15. и 16. века. На тргу је барокна црква са више вредних уметничких дела.

## Градска насеља
У саставу града Водњана постоје 4 насеља:
- Водњан (насеље),
- Гајана, (Gaiano).
- Галижана,
- Перој,

## Становништво

### Град Водњан
На попису становништва 2011. године град Водњан је имао 6.119 становника, од чега у самом Водњану 3.613. Према попису становништва из 2001. године у граду Водњану живело је 5.651 становника који су живели у 1.562 породична домаћинстава.
Кретање броја становника по пописима 1857—2001.
| година пописа  | 1857. | 1869. | 1880. | 1890. | 1900. | 1910. | 1921. | 1931. | 1948. | 1953. | 1961. | 1971. | 1981. | 1991. | 2001. |
| бр. становника | 4.825 | 5.987 | 6.828 | 7.035 | 7.881 | 9.066 | 8.379 | 8.330 | 5.609 | 4.334 | 6.297 | 6.259 | 5.261 | 5.538 | 5.651 |

Напомена: настао из старе општине Пула. У 1857, 1869, 1921. и 1931. део података је садржан у општини Светвинченат.

### Водњан (насељено место)
Према попису становништва из 2001. године у насељеном месту Водњан живело је 3.406 становника, који су живели у 930 породичних домаћинстава.
Кретање броја становника по пописима 1857—2001.
| година пописа  | 1857. | 1869. | 1880. | 1890. | 1900. | 1910. | 1921. | 1931. | 1948. | 1953. | 1961. | 1971. | 1981. | 1991. | 2001. |
| бр. становника | 3.824 | 4.731 | 5.315 | 5.152 | 5.540 | 5.916 | 5.642 | 5.424 | 3.482 | 2.576 | 3.623 | 3.636 | 3.566 | 3.678 | 3.406 |

Напомена: од 1857. до 1880. те у 1921. и 1931. садржи део података за насеље Гајана, а од 1857. до 1890. те у 1921. и 1931. део података за насеље Перој.

### Етничка структура
- Хрвати — 55,85%
- Италијани — 20,05%
- Роми — 3,45%
- Срби — 2,88%
- Бошњаци — 2,80%
- Црногорци — 1,43%.

### Верска припадност
- Католици — 73,9%
- Муслимани — 11,6%
- православци — 4,8%.

## Попис 1991.
На попису становништва 1991. године, насељено место Водњан је имало 3.678 становника, следећег националног састава:
| Попис 1991.‍   | Попис 1991.‍  | Попис 1991.‍ | Попис 1991.‍ | Попис 1991.‍ |
| ------------- | ------------ | ----------- | ----------- | ----------- |
|               |              |             |             |             |
| Хрвати        | Хрвати       |             | 1.742       | 47,36%      |
| Италијани     | Италијани    |             | 750         | 20,39%      |
| Муслимани     | Муслимани    |             | 258         | 7,01%       |
| Срби          | Срби         |             | 137         | 3,72%       |
| Роми          | Роми         |             | 118         | 3,20%       |
| Југословени   | Југословени  |             | 79          | 2,14%       |
| Албанци       | Албанци      |             | 33          | 0,89%       |
| Словенци      | Словенци     |             | 16          | 0,43%       |
| Македонци     | Македонци    |             | 3           | 0,08%       |
| Црногорци     | Црногорци    |             | 3           | 0,08%       |
| Мађари        | Мађари       |             | 2           | 0,05%       |
| Аустријанци   | Аустријанци  |             | 1           | 0,02%       |
| Украјинци     | Украјинци    |             | 1           | 0,02%       |
| остали        | остали       |             | 1           | 0,02%       |
| неопредељени  | неопредељени |             | 68          | 1,84%       |
| регион. опр.  | регион. опр. |             | 408         | 11,09%      |
| непознато     | непознато    |             | 58          | 1,57%       |
| укупно: 3.678 |              |             |             |             |

## Спорт
- НК Водњан је фудбалски клуб из Водњана. Основан је 1930. године. Пренутно се такмичи у 4. лиги Хрватске — група запад.

### Познате личности
- Фран Доминко (1903–1987), један од најпознатијих словеначких и југословенских астронома.